# Iperpolarizzabilità
L'iperpolarizzabilità è una proprietà ottica non lineare di una molecola.
In un sistema macroscopico la polarizzazione indotta {\displaystyle P} è una funzione della suscettività elettrica {\displaystyle \chi } e del  campo elettrico {\displaystyle E}:
{\displaystyle P=\chi E\epsilon _{0}}
nel caso di un forte campo elettrico, come quello prodotto da un laser, la polarizzazione indotta deve essere scritta come una serie di potenze:
{\displaystyle P=\chi ^{(1)}F+\chi ^{(2)}FF+\chi ^{(3)}FFF+\ldots }
in cui {\displaystyle \chi ^{(2)}} e {\displaystyle \chi ^{(3)}} descrivono gli effetti non lineari del secondo e del terzo ordine. Se una struttura cristallina è centrosimmetrica, il termine del secondo ordine è uguale a zero.
Se questo concetto macroscopico viene trasferito al livello microscopico (molecolare), allora si ottiene un insieme simile di potenze per la polarizzabilità:
{\displaystyle p_{i}=\sum _{j}\alpha _{ij}F_{j}+\sum _{j\leq k}\beta _{ijk}F_{j}F_{k}+\sum _{j\leq k\leq l}\gamma _{ijkl}F_{j}F_{k}F_{l}+\ldots }
dove gli indici {\displaystyle i,j,k,l} sono riferiti alle coordinate spaziali {\displaystyle x,y,z} della molecola. {\displaystyle \beta } è l'iperpolarizzabilità del secondo ordine che non è nulla solo se la molecola non è centrosimetrica. Sia la polarizzazione lineare {\displaystyle \alpha } che le iperpolarizzabilità {\displaystyle \beta } e {\displaystyle \gamma } sono tensori dipendenti dalla frequenza della radiazione incidente.